# Heinrich Schneider (Oberamtmann)
Johannes Heinrich Schneider (* 12. Januar 1801 in Lauffen am Neckar; † 15. Oktober 1871 in Ulm) war ein württembergischer Oberamtmann und Landtagsabgeordneter.

Oberamtmann Heinrich Schneider

## Leben und Werk
Der Sohn des Landwirts Georg David Schneider aus Lauffen machte ab 1815 eine Ausbildung zum Schreiber und arbeitete anschließend bis 1824 in diesem Beruf. Von 1824 bis 1828 studierte er Rechtswissenschaften in Tübingen. Ab 1828 war er Hilfsarbeiter bei der Stadtdirektion Stuttgart und bis 1830 Aktuar beim Oberamt Waiblingen, beim Oberamt Ludwigsburg und bei der Stadtdirektion Stuttgart. 1830 wurde Heinrich Schneider Referendar im Innenministerium Stuttgart und 1832 Sekretär bei der Regierung des Jagstkreises in Ellwangen. 1834 bis 1838 leitete er als Oberamtmann das Oberamt Sulz und von 1838 bis 1867 das Oberamt Ravensburg. Von 1857 bis 1869 war er als Regierungsrat bei der Regierung des Donaukreises in Ulm tätig.
Im März 1842 trat Schneider nach einer Ersatzwahl für den ausgeschiedenen Ludwig Becherer in den Württembergischen Landtag ein, dem er bis 1843 angehörte.

## Auszeichnungen
1856 erhielt Heinrich Schneider das Ritterkreuz des Friedrichsordens.